# Église Notre-Dame-de-la-Route-Blanche de Ségny
L'église Notre-Dame-de-la-Route-Blanche est située sur la commune de Ségny dans le département de l'Ain, en France. Depuis le 3 octobre 2007, l'édifice est Label « Patrimoine du XXe siècle ».